# ジョセフ・パーカー
ジョセフ・パーカー（Joseph Parker、1992年1月9日 - ）は、ニュージーランドのプロボクサー。オークランド出身。現WBO世界ヘビー級暫定王者。元WBO世界ヘビー級王者。ニュージーランド初のヘビー級世界王者。

## 来歴
ニュージーランドでサモア人の両親の間に生まれた。サモアの家系だが若干イギリスとドイツの血が混ざっている。父親の勧めで11歳でボクシングを始めた。

### アマチュア時代
2010年10月、コモンウェルスゲームズにスーパーヘビー級（91kg超）で出場し、準々決勝で敗退した。
2011年9月、アゼルバイジャン共和国のバクーで開催された世界ボクシング選手権にスーパーヘビー級（91kg超）で出場し、2回戦で敗退した。
2012年3月、ロンドンオリンピックのオセアニア予選にスーパーヘビー級（91kg超）で出場したが、初戦で敗退した。

### プロ時代
2012年7月5日、オークランドのスカイシティ・オークランドでディーン・ガーモンズウェイと対戦し、初回1分49秒TKO勝ちを収めデビュー戦を白星で飾った。
2013年6月13日、オークランドのトラスト・スタジアムでフランソワ・ボタと対戦し、2回2分32秒TKO勝ちを収めた。
2013年10月10日、オークランドのトラスト・スタジアムでNZNBFヘビー級王者アファ・タトゥプとNZNBF同級タイトルマッチを行い、2回TKO勝ちを収め王座獲得に成功した。
2014年4月26日、オーバーハウゼンのケーニッヒ・ピルスナー・アレーナでマルセロ・ルイス・ナシメントとPABAヘビー級暫定王座決定戦を行い、7回2分21秒TKO勝ちを収め王座獲得に成功した。
2014年7月5日、マヌカウシティのボーダフォン・イベンツ・センターでWBOオリエンタル同級王者ブライアン・ミントとPABA同級正規王座決定戦およびWBOオリエンタル同級タイトルマッチを行い、ミントの7回終了時棄権によるTKO勝ちを収めWBOオリエンタル王座獲得、PABAから正規王座認定に成功した（記録上はPABA暫定王座の初防衛）。
2014年10月16日、オークランドのトラスト・スタジアムでシャーマン・ウィリアムズとPABA・WBOオリエンタルヘビー級タイトルマッチを行い、10回3-0（100-90×2、97-94）の判定勝ちを収めPABA王座は2度目、WBOオリエンタル王座の初防衛に成功した。
2014年12月16日、ハミルトンのクロードランズ・アリーナでイリネウ・ベアト・コスタ・ジュニアとPABA・WBOオリエンタルヘビー級タイトルマッチを行い、4回31秒KO勝ちを収めPABA王座は3度目、WBOオリエンタル王座は2度目の防衛に成功した。
2015年3月5日、マヌカウシティのボーダフォン・イベンツ・センターでジェイソン・パタウェイとPABA・WBOオリエンタルヘビー級タイトルマッチを行い、4回48秒KO勝ちを収めPABA王座は4度目、WBOオリエンタル王座は3度目の防衛に成功した。
2015年6月13日、パーマストンノースのアリーナ・マナワツでヤクプ・サーラムとPABA・WBOオリエンタルヘビー級タイトルマッチを行い、2回45秒TKO勝ちを収めPABA王座は5度目、WBOオリエンタル王座は4度目の防衛に成功した。
2015年8月1日、インバーカーギルのスタジアム・サウスランドで日本ヘビー級王者の藤本京太郎と対戦予定だったが、藤本戦が見送りになり、PABA・WBOオリエンタル同級タイトルマッチ並びに前OPBF東洋太平洋同級王者ソロモン・ハウモノの王座剥奪に伴い空位となったOPBF東洋太平洋同級王座決定戦並びにWBOアフリカヘビー級王者ボウイ・トゥポウとの王座統一戦を行い、初回1分3秒KO勝ちを収めPABA王座は6度目、WBOオリエンタル王座は5度目の防衛、WBOアフリカ・OPBF王座の獲得に成功した。
2015年10月15日、オークランドのトラスト・スタジアムでカリ・ミーハンとPABA・WBOオリエンタル・WBOアフリカ・OPBF東洋太平洋ヘビー級タイトルマッチ並びにEPBC・WBAオセアニア同級王座決定戦行い、3回1分TKO勝ちを収めPABA王座の7度目、WBOオリエンタル王座の6度目、WBOアフリカ・OPBF王座の初防衛に成功し、WBAオセアニア王座並びにEPBC王座の獲得にも成功した 。
2015年12月5日、ハミルトンのクロードランズ・アリーナでダニエル・マルツとWBOオリエンタルヘビー級タイトルマッチを行い、初回1分57秒TKO勝ちを収めWBOオリエンタル王座の7度目の防衛に成功した。
2016年1月23日、アピアのツアナ・イマト・スポーツ・コンプレックスでジェイソン・バーグマンとWBOオリエンタル・WBOアフリカヘビー級タイトルマッチを行い、2回と7回、8回にダウンを奪い8回1分2秒TKO勝ちを収めWBOオリエンタル王座の8度目、WBOアフリカ王座の初防衛に成功した。
2016年5月21日、マヌカウシティのボーダフォン・イベンツ・センターでIBF世界ヘビー級3位のカルロス・タカムとIBF世界同級挑戦者決定戦を行い、12回3-0（116-112×2、115-113）の判定勝ちを収めアンソニー・ジョシュアへの挑戦権獲得に成功した。
2016年7月21日、クライストチャーチのホーンキャッスル・アリーナで元OPBF東洋太平洋ヘビー級王者でWBA世界同級11位のソロモン・ハウモノとWBOオリエンタル・OPBF東洋太平洋同級タイトルマッチを行い、4回1分35秒TKO勝ちを収めWBOオリエンタル王座の9度目、OPBF王座の2度目の防衛に成功した。
2016年10月1日、マヌカウシティのボーダフォン・イベンツ・センターでアレクサンデル・ディミトレンコとWBOオリエンタルヘビー級タイトルマッチを行い、3回1分18秒KO勝ちを収めWBOオリエンタル王座の10度目の防衛に成功した。
2016年12月6日、デュコ・イベンツと共同プロモートの形でボブ・アラムのトップランク社と契約した。
2016年12月10日、オークランドのベクター・アリーナでタイソン・フューリーの王座返上に伴いWBO世界ヘビー級3位のアンディ・ルイス・ジュニアとWBO世界同級王座決定戦を行い、12回2-0（114-114、115-113×2）の判定勝ちを収め王座獲得に成功、ニュージーランド初のヘビー級世界王者となった。
2017年2月3日、サンフアンのヴェルダンザ・ホテルでWBO世界ヘビー級王者のジョセフ・パーカーと指名挑戦者でWBO世界同級2位のヒューイ・フューリーの間で行われる指名試合の入札が行われ、パーカー擁するデュコ・イベンツが301万1000ドルで興行権を落札した。フューリー陣営のフランク・ウォーレンのクィーンズ・ベリー・プロモーションズの提示額は280万ドルだった。報酬はパーカーに落札額の60%にあたる180万6600ドル、フューリーに40%にあたる120万4400ドルとなった。
2017年4月22日、同年5月6日にオークランドのベクター・アリーナでWBO世界ヘビー級1位のヒューイ・フューリーと対戦し初防衛を目指す予定だったが、WBOのフランシスコ・バルカルセル会長により「フューリー陣営内で問題が起きたようだ」と試合が中止になったことが発表された。
2017年5月6日、マヌカウシティのボーダフォン・イベンツ・センターでヒューイ・フューリーの代替選手としてWBO世界ヘビー級14位のラズバン・コジャヌとWBO世界同級タイトルマッチを行い、12回3-0（117-110×2、119-108）の判定勝ちを収め初防衛に成功した。
2017年6月30日、パーカー擁するデュコ・イベンツとフューリー擁するヘネシー・スポーツは、同年5月6日に予定されながらフューリーの怪我で中止となった王者パーカー対WBO世界ヘビー級1位のフューリーの指名戦を同年9月23日にマンチェスター・アリーナで行うと発表した。
2017年9月23日、マンチェスター・アリーナでWBO世界ヘビー級1位のヒューイ・フューリーとWBO世界同級タイトルマッチを行い、12回2-0（118-110×2、114-114）の判定勝ちを収め2度目の防衛に成功した。
2018年3月31日、カーディフのプリンシパリティ・スタジアムでWBA・IBF世界ヘビー級スーパー王者のアンソニー・ジョシュアと王座統一戦を行うも、プロ初黒星となる12回0-3（110-118×2、109-119）の判定負けを喫し王座統一に失敗、WBO王座の3度目の防衛とWBA王座およびIBF王座の獲得に失敗しWBO王座から陥落した。
2018年7月28日、ロンドンのO2アリーナでディリアン・ホワイトと対戦し、12回0-3（111-114、110-115、112-113）の判定負けを喫した。
2019年5月31日、オーストラリアのプロモーターであるデュコ・イベントとの契約が満了になり、エディー・ハーンのマッチルーム・スポーツ・USAと3試合分の契約を結んだ。
2019年10月26日、デレック・チゾラと対戦が決まっていたが、パーカーが病気のために欠場した。
2021年5月1日、イギリスのマンチェスター・アリーナでデレック・チゾラと対戦し、12回2-1（115-113、113-115、116-111）の判定勝ちを収めた。
2021年12月18日、マンチェスター・アリーナでデレック・チゾラとダイレクトリマッチで再戦し、12回3-0（114-112、115-111、115-110）の判定勝ちを収めた。
2022年6月11日、イギリスのボクシングプロモーション会社BOXXERと契約した。
2022年9月24日、マンチェスターアリーナで行われたBT Sport Box Officeのヘッドライナーとして、WBO世界ヘビー級1位のジョー・ジョイスとWBO世界同級暫定王座決定戦を行い、11回にジョイスの左フックでダウンを奪われ何とか立ち上がるも、レフェリーが続行は危険と判断し試合をストップ。初のKO負けとなる11回1分3秒TKO負けを喫し4年半ぶりの王座返り咲きに失敗した。
2023年10月28日、サウジアラビア・リヤドのキングダム・アリーナで行われたタイソン・フューリー 対 フランシス・ガヌー戦の前座でWBCインターナショナルヘビー級シルバー王者のサイモン・キーンとIBF・WBOインターコンチネンタル同級王座決定戦を行い、3回2分4秒KO勝ちを収め両団体のインターコンチネンタル王座を獲得した。
2023年12月23日、サウジアラビア・リヤドのキングダム・アリーナで行われたアンソニー・ジョシュア 対 オットー・ヴァリン戦のダブルメインで前WBC世界ヘビー級王者で、WBC・WBA世界同級1位およびWBO世界同級9位のデオンテイ・ワイルダーとWBOインターコンチネンタル同級タイトルマッチ及びWBCインターナショナルヘビー級王座決定戦を行い、オッズでパーカーに5.8倍がつくワイルダーが圧倒的に優位と見られていた試合は番狂せとなる12回3-0（120-108、118-111、118-110）の判定勝ちとなりインターコンチネンタル王座の初防衛とインターナショナル王座獲得に成功した。
2024年3月8日、サウジアラビア・リヤドのキングダム・アリーナでアンソニー・ジョシュア対フランシス・ガヌーの前座でWBO世界ヘビー級暫定王者の張志磊とWBO暫定世界同級タイトルマッチで対戦。3・8回にダウンを奪われたものの、12回2-0（115-111、114-112、113-113）の判定勝ちを収め暫定ながらもWBO王座の返り咲きに成功した。
2025年2月22日、サウジアラビア・リヤドのANBアリーナで行われたアルツール・ベテルビエフ対ディミトリー・ビボル第二戦の前座でWBO世界同級2位のマーティン・バコレとWBO暫定世界同級タイトルマッチを行い、2回2分17秒TKO勝ちを収め初防衛に成功した。当初はIBF世界同級王者のダニエル・デュボアとIBF世界同級タイトルマッチを行う予定だったが、デュボアが試合2日前に体調不良で欠場したため、パーカーが持つWBO暫定王座の防衛戦に変更した上でバコレが代役出場した。

## 獲得タイトル
- NZNBFヘビー級王座
- PABAヘビー級暫定王座（防衛1=正規王座に認定）
- 第15代PABAヘビー級王座（防衛6=剥奪）
- WBOオリエンタルヘビー級王座
- WBOアフリカヘビー級王座
- 第20代OPBF東洋太平洋ヘビー級王座（防衛2=返上）
- WBAオセアニアヘビー級王座
- EPBCヘビー級王座
- WBO世界ヘビー級王座（防衛2）
- IBFインターコンチネンタルヘビー級王座
- WBOインターコンチネンタルヘビー級王座
- WBCインターナショナルヘビー級王座
- WBO世界ヘビー級暫定王座（防衛1）